# Guerra Francoholandesa
La guerra Francoholandesa (1672-1678) és el nom amb què es coneix la guerra que es lliurà entre França, per una part, i una quàdruple aliança per l'altra. Aquesta aliança estava formada per Brandenburg, el Sacre Imperi Romanogermànic, la Monarquia Hispànica, i les Províncies Unides. La guerra finalitzà amb el Tractat de Nimega de 1678, que garantí a França el control del Franc Comtat (cedit pel rei Carles II de les Espanyes).
França encapçalava una coalició que incloïa la ciutat de Münster i el Regne Unit. La Guerra francoholandesa va coincidir en el temps amb la Tercera Guerra Angloholandesa, fet que propicià el 1672 el rampjaar (any del desastre dels holandesos).

## Guerra
Lluís XIV estava contrariat per la negativa neerlandesa a col·laborar en la divisió dels Països Baixos Espanyols. Arran de la inoperància de l'exèrcit neerlandès, els francesos no van tenir massa problemes per prendre la fortalesa de Maastricht i marxar després vers el cor de la República, prenent Utrecht. El Príncep Guillem III d'Orange (que més tard seria també Rei d'Anglaterra) havia fet assassinar Johan de Witt (home fort de la República), proclamant-se alhora nou stadhouder. Tanmateix els francesos es van haver d'aturar per les inundacions provocades pels holandesos: la línia d'aigua holandesa. El bisbe de Münster va posar setge a Groningen, però no va tenir èxit.
França va intentar envair la República pel mar, aconseguint l'ajuda de la Royal Navy pel tractat de Dover, però els esforços van frustrats per l'almirall Michiel de Ruyter, en quatre victòries estratègiques contra la flota combinada francobritànica. A conseqüència d'això, la Gran Bretanya va abandonar la guerra el 1674 (fi de la Tercera Guerra Angloholandesa).

## Pau i Tractat de Nimega
Els aliats es van unir als neerlandesos: Frederic Guillem, elector de Brandenburg, Leopold I emperador del Sacre Imperi Romanogermànic, i Carles II d'Espanya. El rei de França es va veure forçat a abandonar els seus plans de conquerir els Països Baixos, i la guerra es va convertir en una guerra de desgast de baixa intensitat al voltant de les fronteres franceses. Tanmateix, el 1678, Lluís XIV se les va enginyar per dividir la coalició, i finalment aconseguí guanyar considerables territoris al Tractat de Nimega. Entre aquests cal ressaltar la incorporació del Franc Comtat i diversos territoris dels Països Baixos cedits per la Corona Hispànica. Tot plegat, les Províncies Unides (llavors les actuals Bèlgica i Luxemburg formaven part dels Països Baixos) van aconseguir frustrar les ambicions de dues de les més grans dinasies reials de l'època: els Estuards i els Borbons.